# Die Froschprinzessin

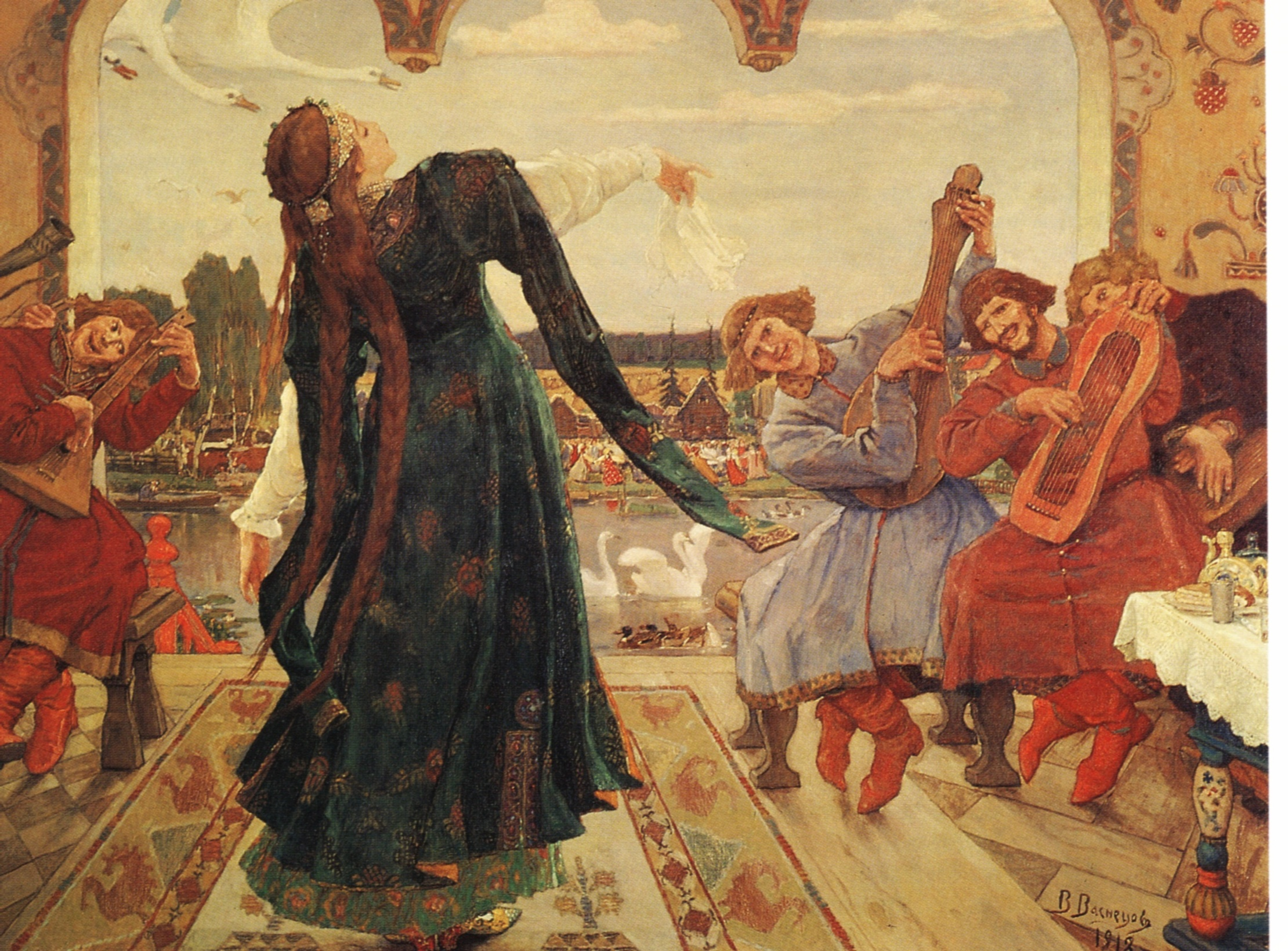
Wiktor Wasnezow: Die Froschprinzessin (1918)

Die Froschprinzessin ist ein in vielen Ländern in zahlreichen Varianten bekanntes Märchen.

## Inhalt
Ein König fordert seine drei Söhne auf (oder auch: eine alte Bäuerin fordert ihre Söhne auf) zu heiraten. Sie sollen ihre Ehefrauen bestimmen, indem sie einen Pfeil abschießen. An der Stelle, wo der Pfeil zu Boden geht, findet sich die Gattin. Die beiden älteren Söhne finden auf diese Weise ihre Frauen, der Pfeil des jüngsten Sohnes aber, geht bei einem Frosch zu Boden. Er ist sehr unglücklich und heiratet den Frosch.
Der König stellt seinen zukünftigen Schwiegertöchtern verschiedene Aufgaben wie Kleidung spinnen, Brot backen und Ähnliches. Der Frosch übertrifft bei allen Aufgaben die zukünftigen Ehefrauen der älteren Söhne. Dennoch ist der jüngste Sohn beschämt über den Frosch an seiner Seite, bis sich dieser plötzlich in eine Prinzessin verwandelt. In einigen Varianten ist die Verwandlung eine Belohnung für die gute Natur; in anderen sind böse Hexen dafür verantwortlich; in wieder anderen stellt sich heraus, dass der Frosch von jeher eine verwünschte Prinzessin war.

## Psychologischer Hintergrund
„Eines Morgens ließ (der König) seine drei Söhne kommen und sprach: „Meine Kinder, ihr seid alt genug, um zu heiraten, ihr sollt Frauen bekommen““. Dies lässt den Generationswechsel erkennen und das Ende des Königs erahnen.
„Nehmt eure Pfeile und Bogen, geht an die Grenze der Gemarkung und schießt eure Pfeile ab. Und wo euer Pfeil niederfällt, dort geht hin und freiet“. Der Zar veranlasst hiermit den Erwachsenwerden Prozess. Ängste werden insbesondere geschürt bei einem übermächtigen Vater und einer festhaltenden Mutter. Letztlich scheitern alle drei an den anfangs gestellten Anforderungen des Vaters. Denn die ersten beiden Söhne schießen ihre Pfeile zu kurz und der Jüngste zu weit. Der Pfeil des Jüngsten flog bis zur Sonne, d. h., er „überidentifiziert“ sich mit der Männlichkeit. Er gleicht damit einem Machtmenschen, bei dem aber auch die Depression lauert: „Da geriet er in einen Sumpf, und er suchte einen Ausweg“. „Ich weiß den Weg aus dem Sumpf! Mit mir zusammen wirst du es schaffen“, sagt die Froschfrau. Zusammen bauen sie ein Beziehungsmuster auf Basis von der Bedürftigkeit auf.
In den alten Wassilissa-Märchen, welche in der russischen Tradition liegen, ist ihr Vater der „unsterbliche Koschtschei“. Dieser verzauberte seine Tochter, da sie ihm klüger und mächtiger erschien, in einen Frosch.

## Varianten
- In der italienischen Variante Der Prinz, der einen Frosch heiratete, zu finden bei Italo Calvino in Italienische Märchen, verwenden die Prinzen anstelle von Pfeil und Bogen eine Schleuder.

## Verfilmungen
- 1940: Die schöne Wassilissa, sowjetischer Märchenfilm, Regie: Alexander Rou
- 2009: Küss den Frosch, US-amerikanischer Animationsfilm der Walt Disney Animation Studios, Regie: Ron Clements, John Musker, Musik: Randy Newman